# Ingemar Öhrn
Bengt Ernst Ingemar Öhrn, född 31 januari 1931 i Växjö stadsförsamling i Kronobergs län, död 20 april 2018 i Stockholm, var en svensk ämbetsman och företagsledare.

## Biografi
Ingemar Öhrn blev civiljägmästare 1959, var anställd vid Domänverket 1959–1961 och vid Skogsstyrelsen 1961–1963. Han var förmedlingschef vid forskningsstiftelsen Skogsarbeten 1963–1965, arbetstekniker vid Domänverket 1965–1969 och teknisk direktör där 1969–1972. Därefter var han programkoordinator för SIDA i Tanzania 1972–1974, skogsdirektör vid Domänverket 1974–1983 och verkställande direktör för Graningeverken 1983–1989. Öhrn var landshövding i Västernorrlands län 1989–1995.
Ingemar Öhrn invaldes 1980 som ledamot av Kungliga Skogs- och Lantbruksakademien och var akademiens preses 1996–1999. Han var dessutom ledamot av styrelserna för Skogsindustrierna SCPF 1983–1989 och Scanmanagement 1984–1990 samt styrelseledamot i ett flertal forskningsorgan 1965–1989 och ordförande i Svenska Rygginstitutet AB. Han var även styrelseordförande för Världsnaturfonden (WWF) i Sverige, för Skogshistoriska sällskapet och för Skogssällskapet samt styrelseledamot i WWF International, medlem  av Kungliga Ingenjörsvetenskapsakademiens näringslivsråd och ledamot av Nuteks utvecklingsnämnd. Han var därtill skoglig hedersdoktor.
Ingemar Öhrn var son till Ernst Öhrn och Berta Eriksson. Han var från 1958 gift med legitimerade sjukgymnasten Barbro Håkansson (1933–2017). Ingemar Öhrn är begravd på Galärvarvskyrkogården i Stockholm.